# 中国人民解放军65式军服
中国人民解放军65式军服是中国人民解放军于1965年开始装备的制式军服，65式军服式中国人民解放军迄今为止装备的时间最长的军服，由于在1965年正式装备，故称65式军服。

## 概述
1965年5月22日，第三届全国人大常委会第九次会议决定取消军衔制，并以此为基础全面废除55/58式军服。新军服取消了复杂的装饰，只配戴全红五角星和红领章，礼服也被废除，官兵统一戴解放帽。65式军服由于装备时间之长导致于在世界上广泛的成为了中国人民解放军的一种刻板印象。同时，在政治上，65式军服也被看作是文化大革命一种象征之一。

## 服装

### 65式军服
65式军服男军服的主体服装统一采用了立翻领服装，女军服则是小翻领服装，戴解放帽。陆军服装颜色为草绿色，空军为上衣为草绿色，下衣为海蓝色，海军为灰色。65式军服由于取消了军衔制，所以区分军官和士兵只能通过军服衣兜样式上的细节差别。军官军服的衣兜为4个无扣兜，士兵为两个带扣兜。在65式军服配发的早期里，存在大量佩戴了65式军服装饰的55式军服同65式军服混穿。冬季佩戴栽绒帽，穿毛领双排扣大衣。服装面料全军官兵夏服为纯棉府绸布，冬服为纯棉卡其布。

### 71式军服
1971年，随着中华人民共和国纺织技术的发展，65式军服从单一棉布面料换为了一种由三种材质混纺的合成面料。这种面料被称为“的确良”，使用这种合成面料的65式军服被称为71式军服。同时，解放军的仪仗队和中央警卫团采用使用粗羊毛船运呢制成的65式军服。

### 74式军服
1974年5月1日，65式军服在样式上进行了一次较大的改动。陆军女军人开始配发无檐软帽和裙服，海军军官服装改为白色，并配戴大檐帽，士兵开始配发水兵服，改动之后的军服被称为74式军服。

### 78式军服
1978年，解放军在71式军服的基础上又进行了一次大规模的军服面料改进，新军服的面料使用了一种被称为“涤卡”的化学合成面料。由于这种面料的采用，新军服的重量被减小，质量也有所提升，改进之后的军服被称为78式军服

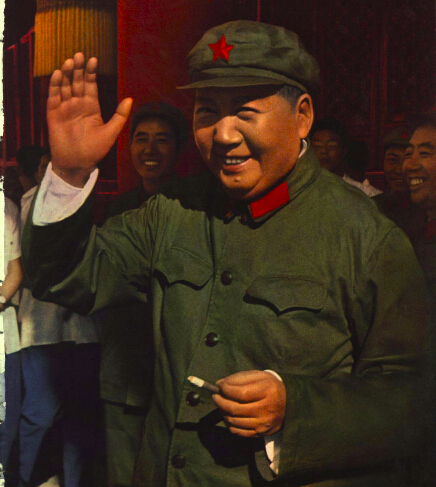
身着65式军服的毛泽东
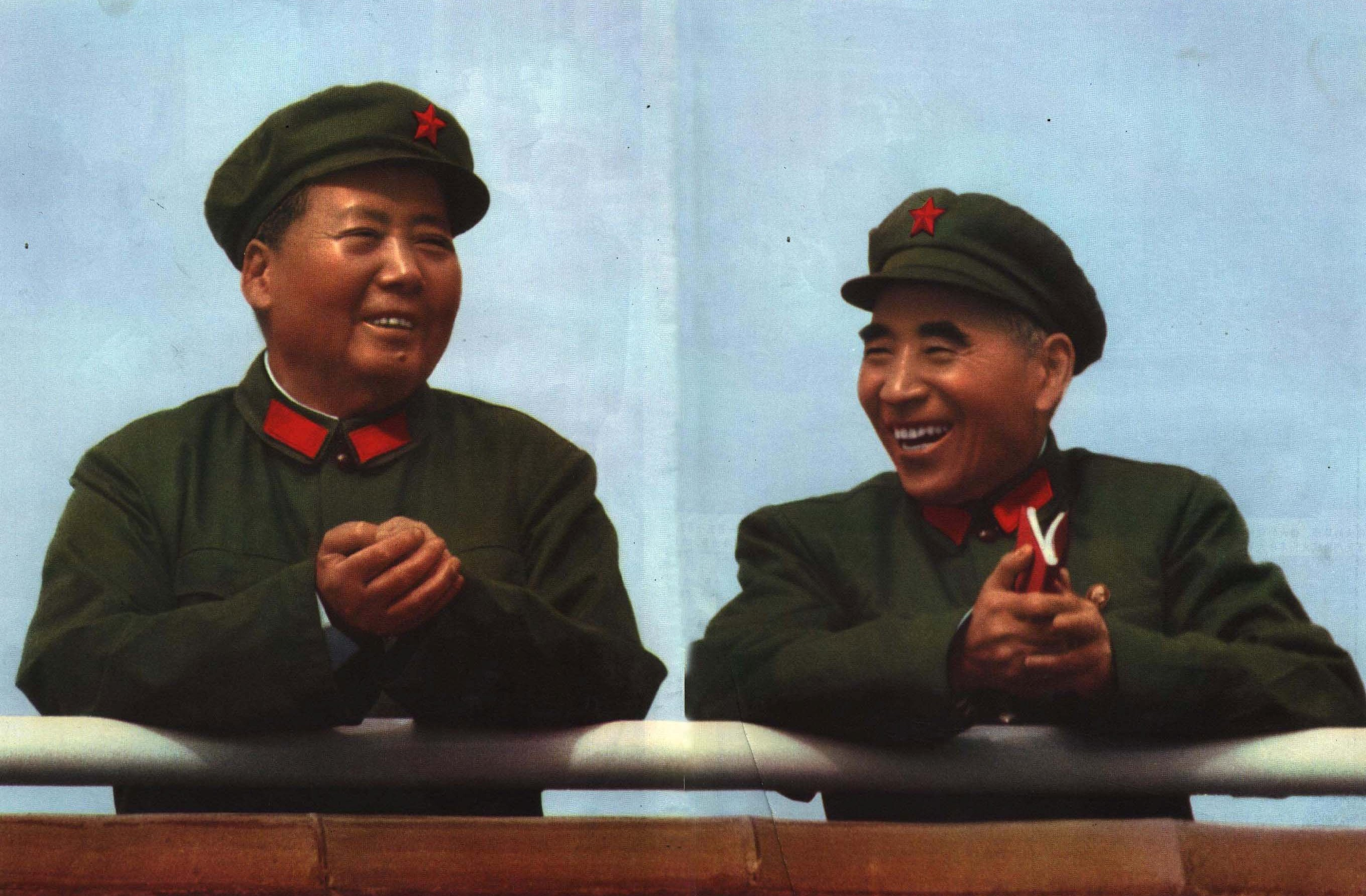
身着65式军服的毛泽东和林彪
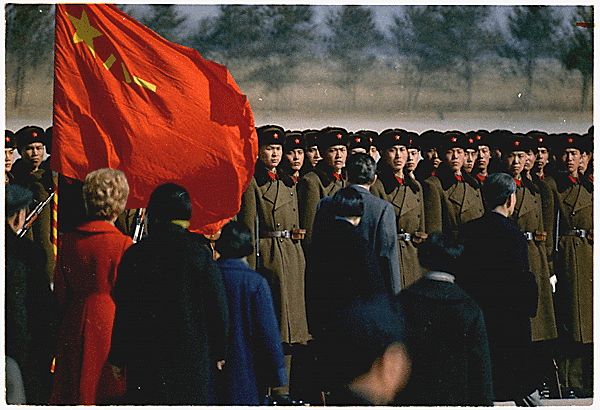
身着65式军服的解放军仪仗队（尼克松访华）

## 装饰
65式军服的装饰极其简单，仅仅使用了一个红色五角星和一对红色领章作为装饰，当时被称之为“一颗红星头上戴，革命红旗挂两边”并且这种简单的装饰一度成为解放军的一种象征。

65式军服的帽徽
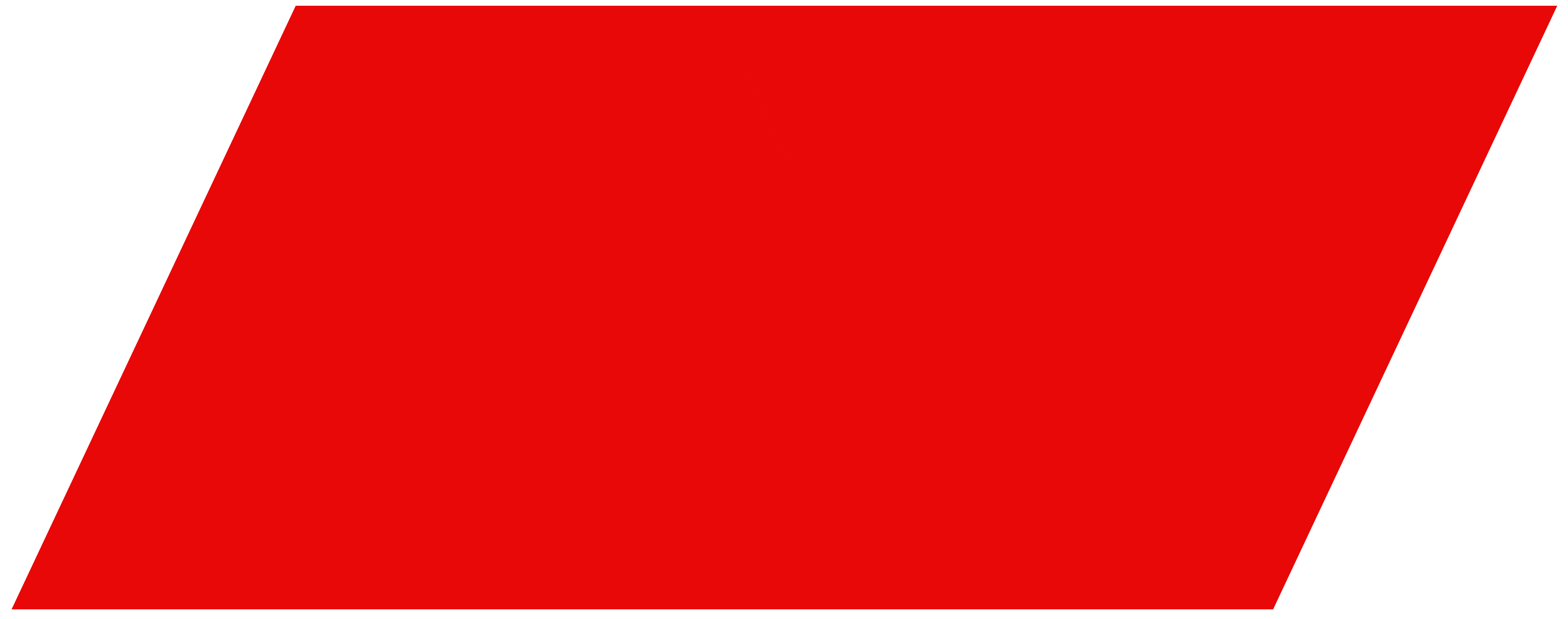
65式军服领章

## 文化
65式由于装备的时间长（1965-1985），已经成为了中国人民解放军一种刻板印象和文化象征。同时在文化大革命期间，无标识的65式军服受到大量红卫兵的欢迎，甚至毛泽东本人在接见红卫兵时也穿着65式军服。所以65式军服也同毛泽东语录，毛泽东像章，红卫兵袖章等，成为了文化大革命的一种文化象征。

身着65式军服的毛泽东接见红卫兵